# Césaire de Terracina
Pour les articles homonymes, voir Saint Césaire, Saint-Césaire (homonymie) et Césaire.
Césaire de Terracina ou Cézaire (en corse : Cesariu) (Afrique du Nord, Ier siècle - Terracine, IIe siècle), est un diacre et martyr de l’Église. Sa fête est célébrée le 1er novembre et le 27 août ainsi que le 18 août à Grosseto-Prugna en Corse-du-Sud (afin de ne pas coïncider avec la fête de Tous les Saints). L'église Saint-Césaire-de-l'Appia à Rome et la cathédrale de Terracine lui sont dédiées.

## Légende
Césaire était un diacre africain, martyrisé à Terracine en Italie. Parce qu'il a dénoncé une coutume païenne du culte d'Apollon ayant lieu chaque 1er janvier et consistant à sacrifier un jeune cavalier qui doit sauter dans la mer à partir d'une falaise et se noyer. Cette année-là le jeune destiné au sacrifice s’appelait Lucien, un nom qui fait référence à Apollon, la divinité de la lumière, Firmin, prêtre du dieu, le fait arrêter pour le déférer devant le consul Léonce. 
Le consul décide alors de le faire conduire par  Césaire au temple d’Apollon pour le sacrifier, mais tandis qu'il y arrive, le temple s’écroule et Firmin meurt sous les ruines. Après un an et un mois, Léonce décide alors de mener le jeune diacre dans le Trou (Foro Emiliano) de Terracina ; alors une lumière rayonnante apparaît et illumine le corps du saint : voyant cela, le consul, prie Césaire de le baptiser devant le peuple. Après avoir reçu les sacrements, il expire.
Le jour même, Luxurius (premier citoyen du lieu) ordonne que Césaire et Julien (un prêtre chrétien) soient mis dans un sac lesté de pierres et jetés dans la mer, du haut de la falaise du « Pisco Montano ». Cela a lieu le 1er novembre de l'an 107.
La mort de Césaire est généralement située entre les années 60 et 110, mais il est plus probable qu'il ait, en fait, vécu au IIIe siècle et qu'il soit mort sous le règne de Dioclétien.

## Culte: le nouveau «César chrétien»
Sa fête est tenue le 1er novembre. Au IVe siècle la fille de l'empereur Valentinien Ier, Galla Placidia, fut guérie au sanctuaire de Césaire à Terracina. L'empereur décida alors de déplacer ses reliques à Rome, d'abord emmenées dans une église sur le mont Palatin, puis dans une nouvelle église sur la via Appia qui lui est dédiée. 
Saint Césaire diacre, à cause de son nom, a remplacé et christianisé le culte païen de Jules César et des empereurs romains. Saint Julian, associé à Saint Césaire (son compagnon de martyre), en Italie, montre que le nom de l'église au palais impérial sur le Palatin à Rome, a été interprété dans le titre impérial qui a pris naissance avec Jules César.
Selon Grisar Hartmann (historien allemand), le nom de l'oratoire de saint Césaire sur le mont Palatin semble avoir été choisi, selon le goût du temps, pour l'écho qui contenait du nom de César et de la résidence des Césars; donc le titre de saint Césaire annonce le nouveau caractère chrétien du pouvoir des Césars.
La cathédrale de Terracine (Cattedrale dei Santi Pietro e Cesareo) lui est dédiée simultanément à saint Pierre.
Le saint diacre est très vénéré en Italie, en France, en Corse, aux États-Unis d'Amérique, en Espagne, en Portugal, aux Philippines, en Grèce, en Slovaquie, en Russie, en Croatie, en Pologne et en Slovaquie.
Le 13 janvier 1964, Karol Wojtyła fut nommé archevêque de Cracovie par Paul VI qui, le 26 juin 1967, le nomma cardinal, avec le titre de San Cesareo in Palatio, une diaconie élevée au rang presbytéral pro illa vice.

## Art: manuscrits précieux
Les premières illustrations de l'histoire de St. Césaire de Terracina se trouvent dans de précieux manuscrits enluminés. La plupart de ces manuscrits datent du Moyen Âge
Dans la Bibliothèque nationale de France (BnF), à Paris, au département des manuscrits, est conservé le "Speculum Historiale" de Vincent de Beauvais (traduction de Jean de Vignay), réalisé en 1463; il y est décrit la Passion de St. Césaire; au bord du texte, sur un carré, se trouve la miniature "Martyre de Saints Césaire et Julien de Terracina". Cette scène est divisée en deux parties, à gauche il y a un environnement interne, à droite un environnement externe; il y a donc unité de temps mais pas de lieu. Dans la salle du trône est montré le moment où l'empereur Néron ordonne à un soldat de tuer sa mère, Agrippine la Jeune, avec une épée. Sur le côté opposé, cependant, dans un bateau, quatre soldats jettent Césaire et Julien à la mer. À l'extrême droite, sur un cheval richement caparaçonné, le premier citoyen de Terracina est représenté, Luxurius, dont le corps est emmêlé par un long serpent venimeux. Les personnages sont habillés dans des vêtements médiévaux.
D'autres miniatures de la Passion de saint Césaire de Terracina sont conservées à la British Library à Londres et la Morgan Library and Museum à New York.

## Reliques

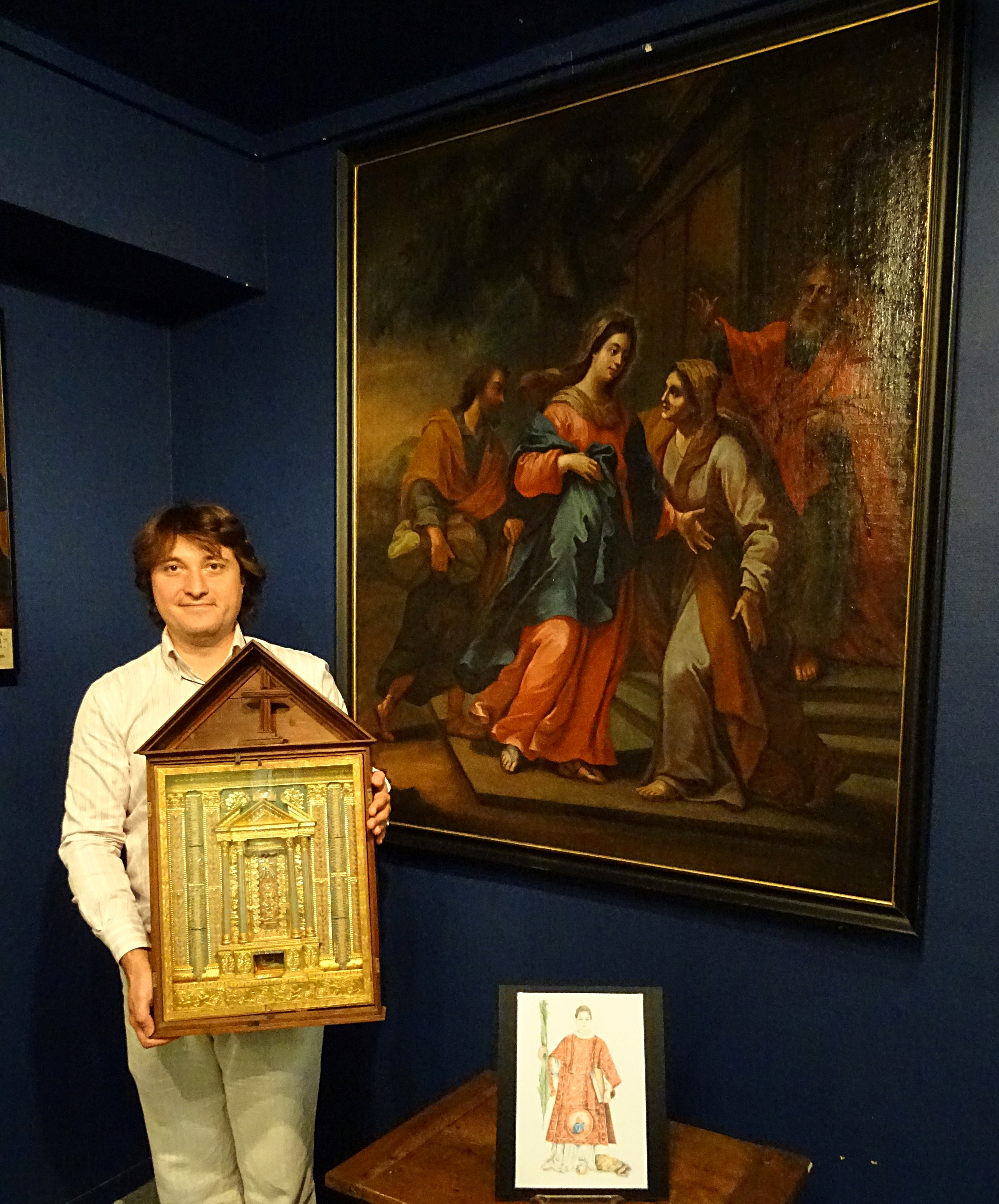
Jean Foisselon, conservateur du musée de la Visitation Moulins - France), tient une relique de saint Césaire diacre de Terracina dans un calendrier reliquaire du XIXe siècle, à côté de la petite icône du saint Caesarius Diaconus.

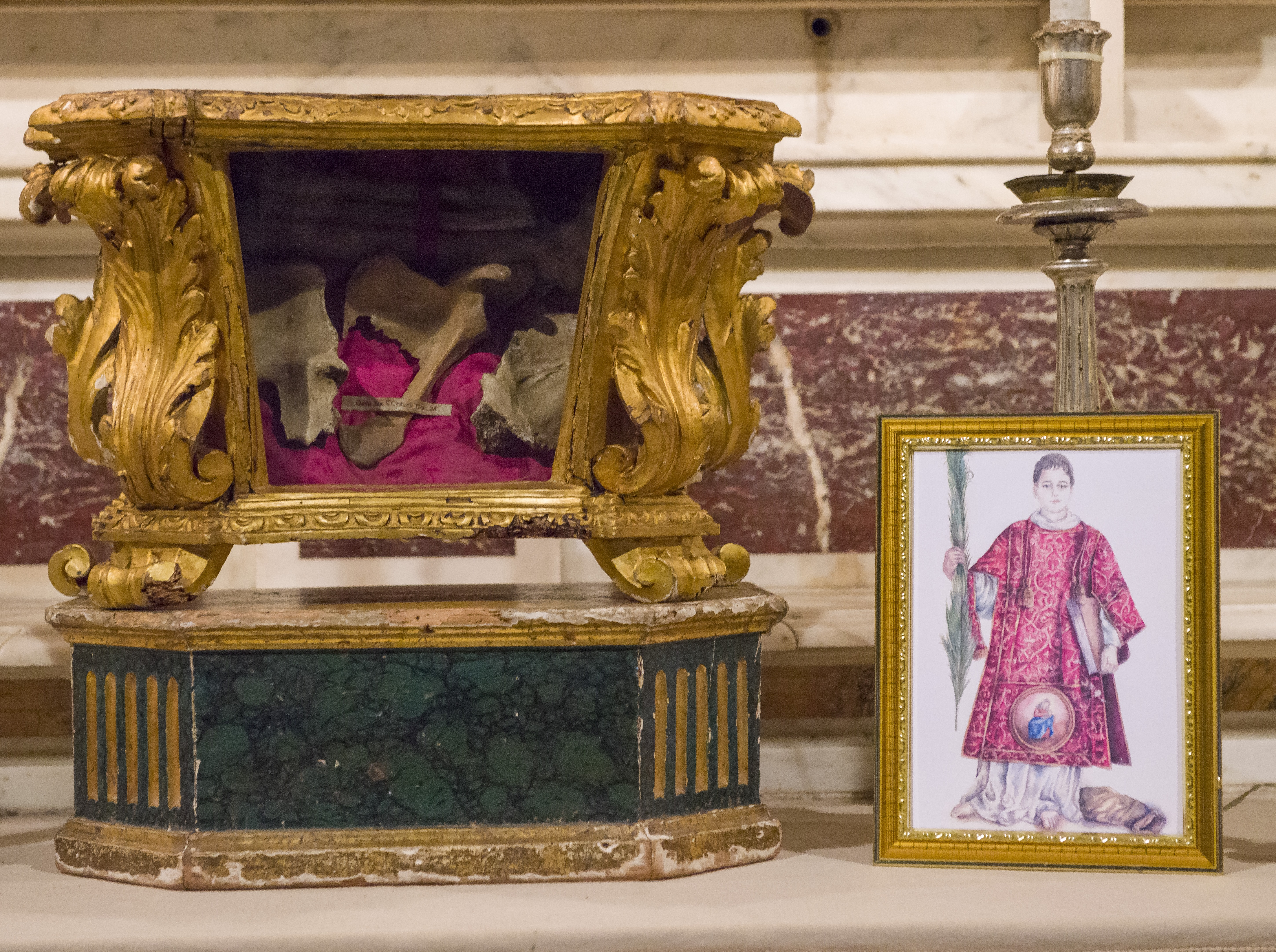
Urne-reliquaire avec six os de Saint Césaire diacre et martyr, Basilique Saint Frediano en Lucques, Toscane.

Les reliques du Saint Césaire diacre et martyr sont conservées dans la basilique Sainte-Croix-de-Jérusalem à Rome (urne en basalte du maître-autel), dans la basilique Saint Frediano de Lucques,Toscane (urne avec six os), trouvée par Monseigneur Michelangelo Giannotti, vicaire général du diocèse de Lucques, en 2009, et dans la cathédrale de Terracine (urne avec deux tibias et un bras-reliquaire). 
Du 30 mars au 30 juin 2015, le bras reliquaire de saint Césaire conservé dans la cathédrale de Terracine a été présenté à l'exposition intitulée « Sculptures précieuses : orfèvrerie sacrée dans le Latium » installée dans le Braccio di Carlo Magno, sur la place Saint-Pierre, au Vatican, par le directeur des musées du Vatican Antonio Paolucci. 
Une relique de saint Césaire diacre (avec le cartouche en latin November/ 1 S. Cæsarei D.M. est conservée au musée de la Visitation à Moulins en France, dans un calendrier reliquaire du XIXe siècle, provenant de la Visitation de Rouen, d'origine anglaise. 
Une dent de Saint Césaire a été préservée dans l'abbaye de Clairvaux, apportée par Bernard de Clairvaux en 1138. 
L'abbaye Saint-Michel de Cuxa possédait une mèche de cheveux de saint Césaire diacre et martyr. 
En 972, le pape Jean XIII a donné à  l'évêque Wigfrid de Verdun des reliques des saints Césaire, diacre et martyr, Fabien et Sébastien, martyrs, pour la fondation de l'abbaye Saint-Paul de Verdun. 
Un petit fragment d'os de saint Césaire a été conservé dans l'église Saint-Pantaléon de Commercy, dans un reliquaire d'argent doré, en forme de tour, acheté par la fabrique en 1651. Une image de saint Sébastien le surmontait, et à ses pieds étaient renfermées des reliques de saint Césaire et saint Sébastien.
Des fragments osseux de saint Césaire diacre sont conservés dans les musées, basiliques et cathédrales suivants : mdes arts décoratifs de Berlin ; musée Frederic Marès de Barcelone ; collégiale Saint-Pierre-et-Saint-Alexandre (Aschaffenbourg) ; musée historique de Bratislava; musée de São Roque à Lisbonne ; cathédrale d'Essen ; église Sainte-Marie-du-Capitole de Cologne ; St. Antony Chapel de Pittsburgh ; cathédrale de Manille ; cathédrale Saint-Joseph de Buffalo ; cathédrale Notre-Dame-de-l'Assomption et église Sainte-Brigitte à Naples ; Sancta Sanctorum et Chiesa Nuova à Rome ; cathédrales de Monreale et d'Udine ; ainsi qu'à Cesa (Italie), San Cesario di Lecce, San Cesario sul Panaro et San Cesareo.
En 2016, une nouvelle icône de saint Césaire, œuvre de l'artiste Giovanni Guida, a été exposée dans des musées, cathédrales et basiliques du monde, où ses reliques sont conservées.

## Patronage: France et Corse

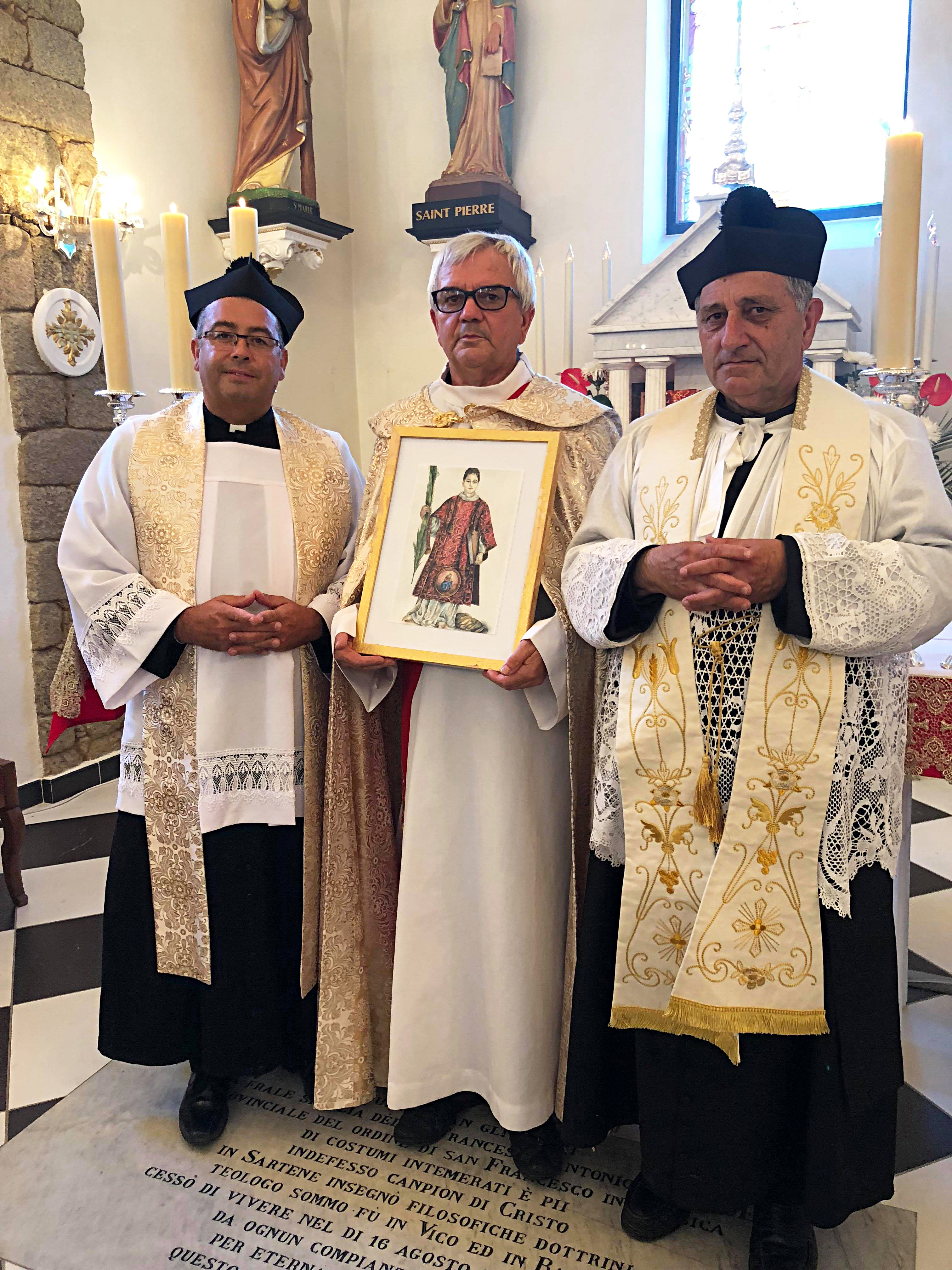
Abbé Christophe Boccheciampe, François Valentini, diacre, et Antoine Peretti, père, avec l'icône de Saint Césaire; Église paroissiale de Saint Césaire martyr, Grosseto-Prugna (Corse).

Saint Césaire diacre est invoqué pour la bonne exécution des césariennes, contre les inondations (en particulier celles du Tibre et du Lunain), les noyades, l'éclair, les calamités telluriques et météorologiques[réf. nécessaire].  
Césaire diacre et martyr est le saint patron entre-autres de: 
- Nanteau-sur-Lunain ;

- Évaux-et-Ménil ;

- Parey-Saint-Césaire ;

- Mont-sur-Meurthe (avec Saint Aignan) ;

- Grosseto-Prugna ;

- Olmeta-di-Capocorso ;
- Tallone ;

- San Cesareo, hameau de Cateri ;

- Bustanico ;

- Croce ;

- Pastoreccia, hameau de Piedicroce ;

- Piazzole ;

- Vicinato, hameau de Saliceto (avec Saint Joseph);

- Rutali (avec Saint Vitus)

### Le culte en Corse

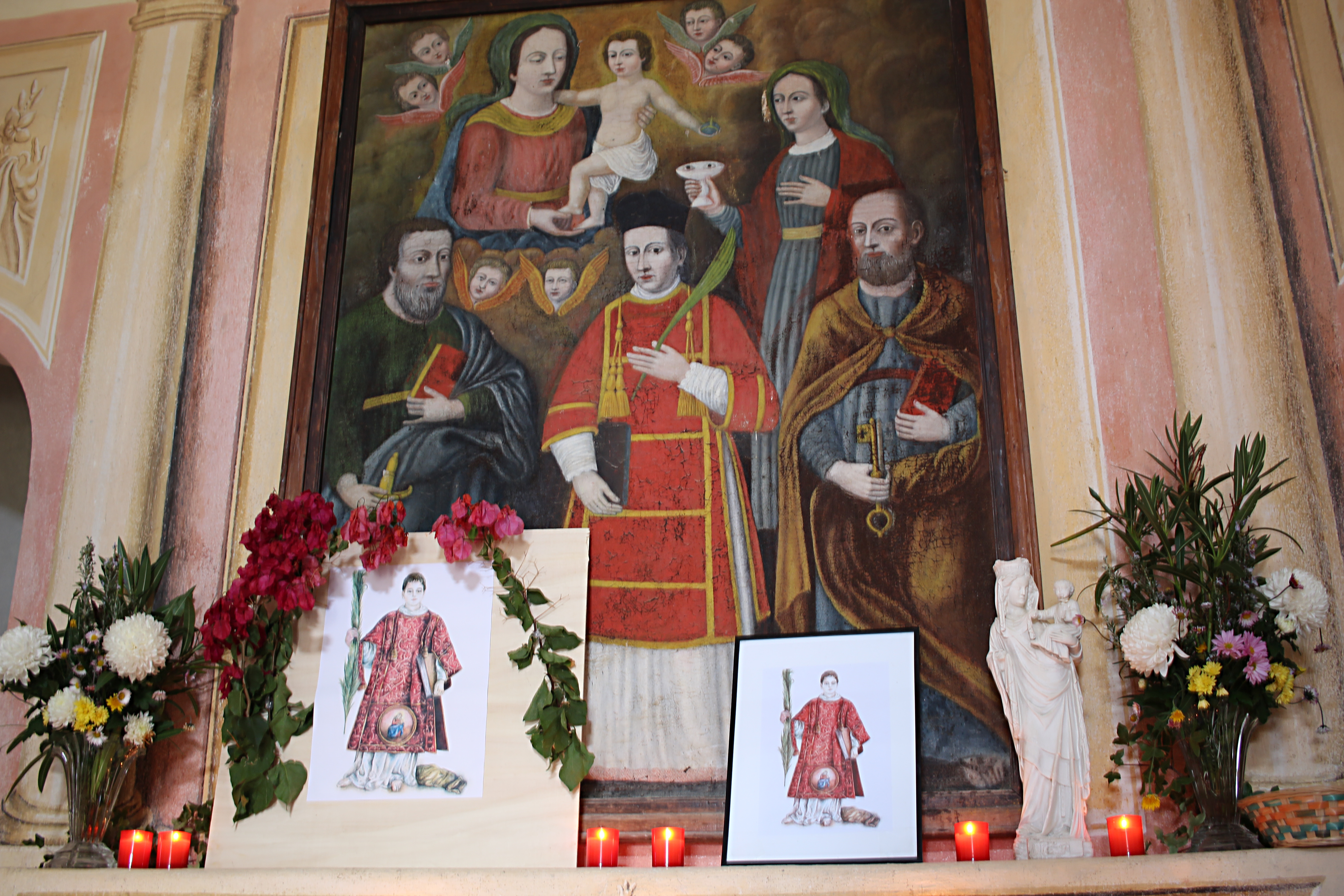
Chapelle San Cesariu, Cateri (Corse).

En 852, de nombreux habitants de la Corse, pour échapper aux Sarrasins, vinrent à Rome ; le pape Léon IV les reçut et leur donna le monastère de San Cesareo pour leur culte.  Le pape leur a assigné des terres et des biens à condition qu'ils se déclarent fidèles au pape et au peuple romain. Au Moyen Âge, ce monastère est  connu sous le nom de « Saint Césaire des Corses » (S. Caesarii in Monasterio Corsarum). Le Monastère de San Cesareo dei Corsi est situé près la Basilique Saint-Sixte de Rome où  résident un groupe de religieuses  corses. Selon certains historiens, le monastère a été associé à un autre dédié à saint Simmetrio, qui a donc pris le nom de « Saints Simmetrio et Cesario ».  
La diffusion du culte de saint Césaire de Terracina en Corse, surtout en Haute-Corse, est due aux religieuses de ce monastère romain et aux moines bénédictins.

### Saint Bernard et la dent de Saint Césaire: culte en France
Le culte de Saint Césaire diacre en France fut porté par Saint Bernard de Clairvaux, après avoir obtenu une dent du martyr à Rome en 1138. Saint Bernard revenant de Rome à Clairvaux, après avoir refusé tous les présents que le pape Innocent II lui offrait, voulut seulement emporter avec lui une dent de saint Césaire Martyr, qu'il reçût de sa Sainteté.

## Chapelle et lieux dédiés au saint Césaire diacre

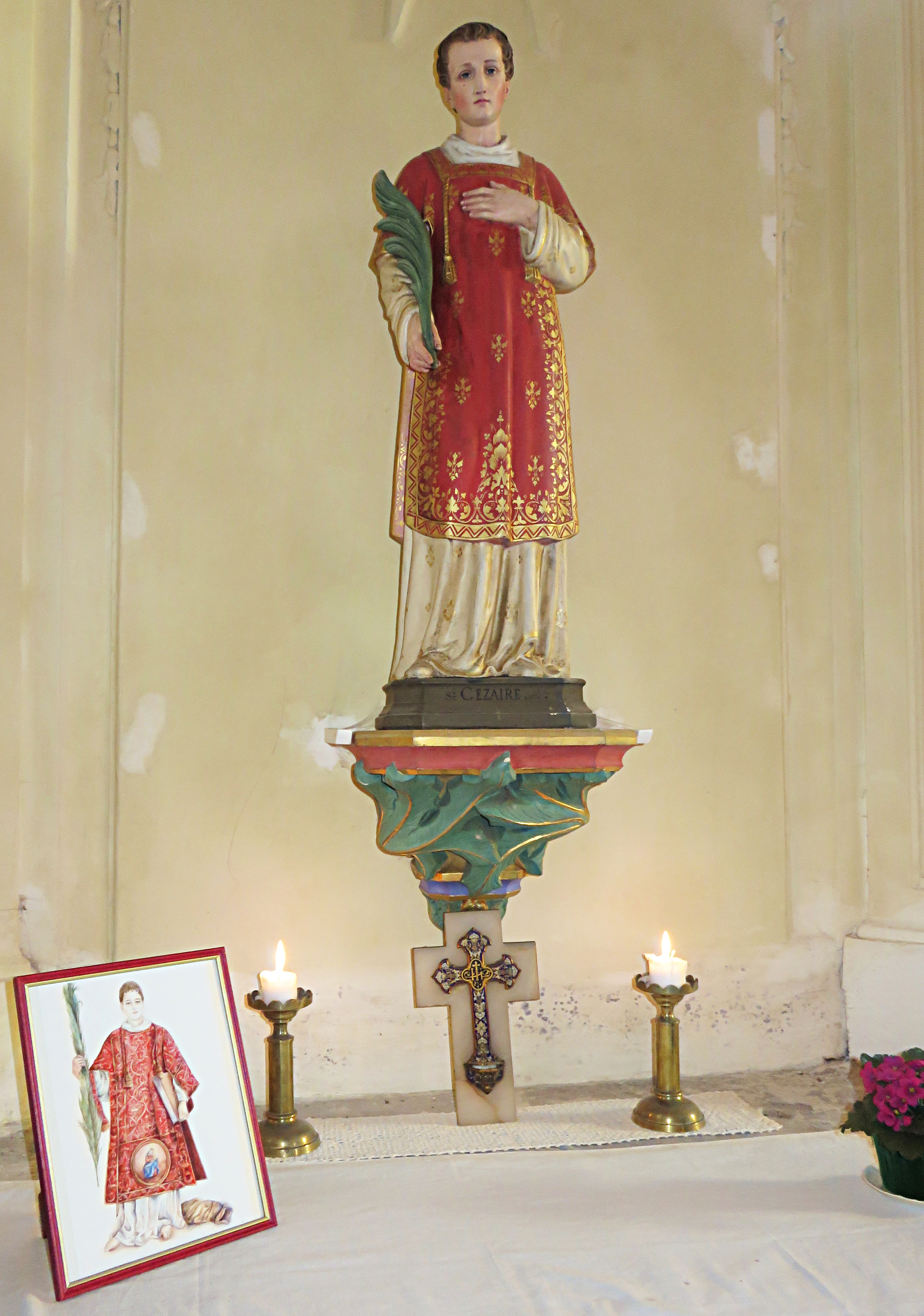
Statue Saint Cèsaire diacre et martyr, Eglise Saint Césaire de Nanteau-sur-Lunain (France).

Il y a encore des ruines d'églises, de chapelles anciennes, ou simplement des lieux, dédiés au saint Césaire diacre et martyr en: Rapale (vestiges de la Chapelle de San Cesaro ou Cesaru) ; Rutali (vestiges de la Chapelle romane de San Sari ou Sariu. La Chapelle en 1619, grâce à Mgr Castagnola, remplacera l'église romane de Saint Vitus, sous le double vocable San Vitu et San Cesareo. Le 4 novembre 2017, à Rutali a été béni l'oratoire dédié à San Sari de Terracina, près des ruines de la chapelle du Xe siècle); Cozzano (vestiges de l'ancienne église de San Cesario; l'agglomération principale dite Capella San Cesario étant située à mi-pente à proximité de cette l'église. Actuellement, cet endroit s'appelle Saint Césaire) ; Arbori (vestiges de la Chapelle de San Cesariu) ; Zonza (en ruines à 800 mètres du village) ; Piedicorte di Gaggio (puisqu'il existait une ancienne église romane de San Césario de Porra, non loin du village, qui a été qualifiée de "principalis" par Mgr Mascardi en 1589); Lozzi ; Manso ; Olmi-Cappella ; Vico ; Letia ; Sari d'Orcino ; Valle di Rostino (la Chapelle de San Cesariu n’est malheureusement plus debout, il reste quelques pierres au sol) ; Alata ; Calcatoggio ; Arro ; Lopigna ; Afa ; Cardo-Torgia (la chapelle est actuellement abandonnée).        
Aubert, bâtard de Lorraine, en 1393 y fonda une chapelle dédiée à saint Césaire diacre et martyr dans l'église Saint Georges en Essey-lès-Nancy.      
Dans la Sixtine de la Seille (l'église Saint-Martin de Sillegny) Saint César, diacre et martyr, revêtu de la dalmatique et portant la palme du martyr, est représenté dans une fresque du second quart du XVIe siècle. Dans l'église Saint-Nicolas de l'Hôpital de Metz il y avait quatre statues d'argent massif représentant saint César, sainte Barbe, saint Georges et saint Michel.      
En Italie, il y avait de nombreuses villas de Jules César et des empereurs romains ; avec l'avènement du christianisme, elles étaient dédiées au diacre Césaire, et pour cette raison sont devenues des églises chrétiennes.

## Illustrations vie de Saint Césaire diacre et martyr

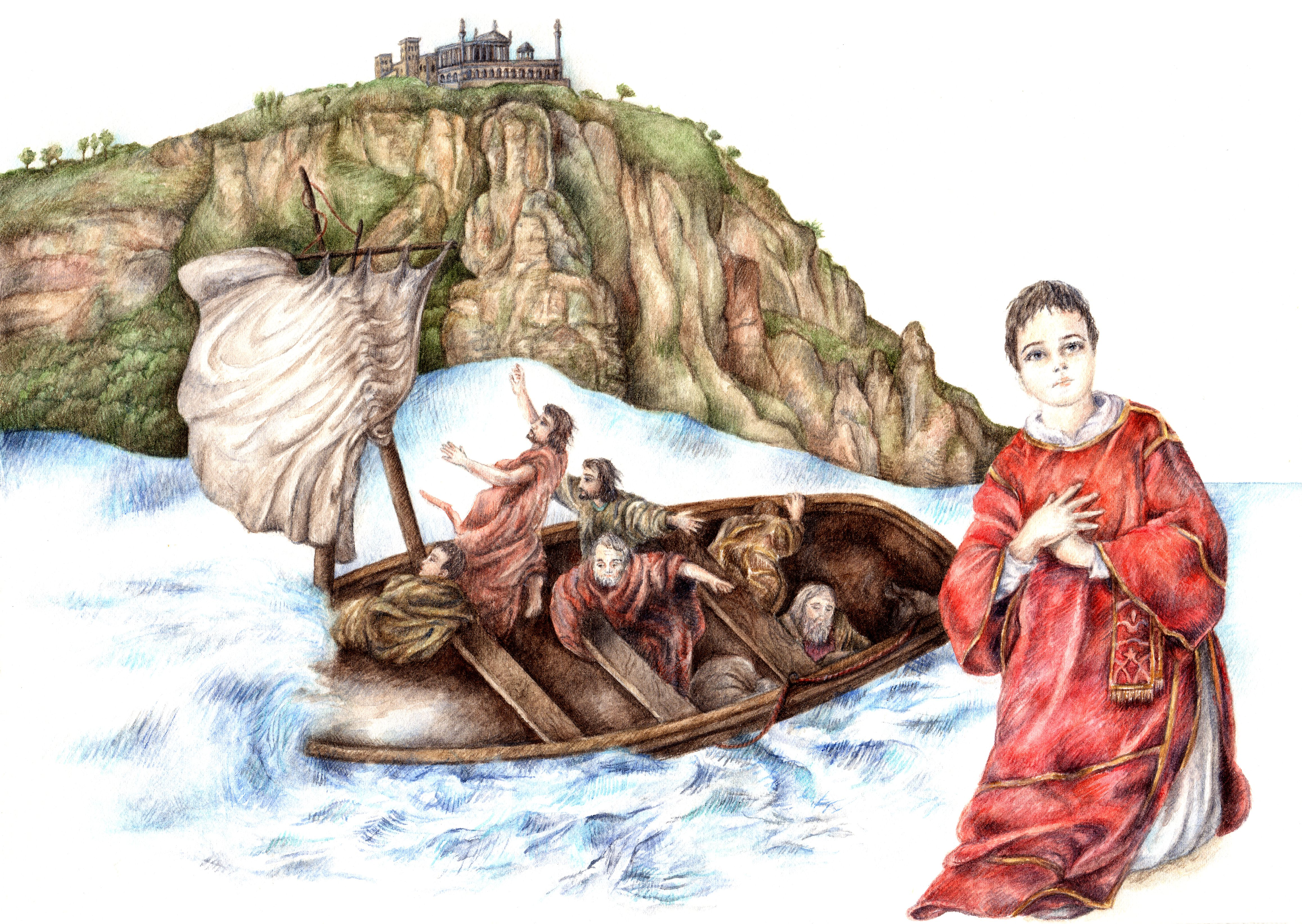
Naufrage de Saint Césaire diacre dans la ville de Terracina.
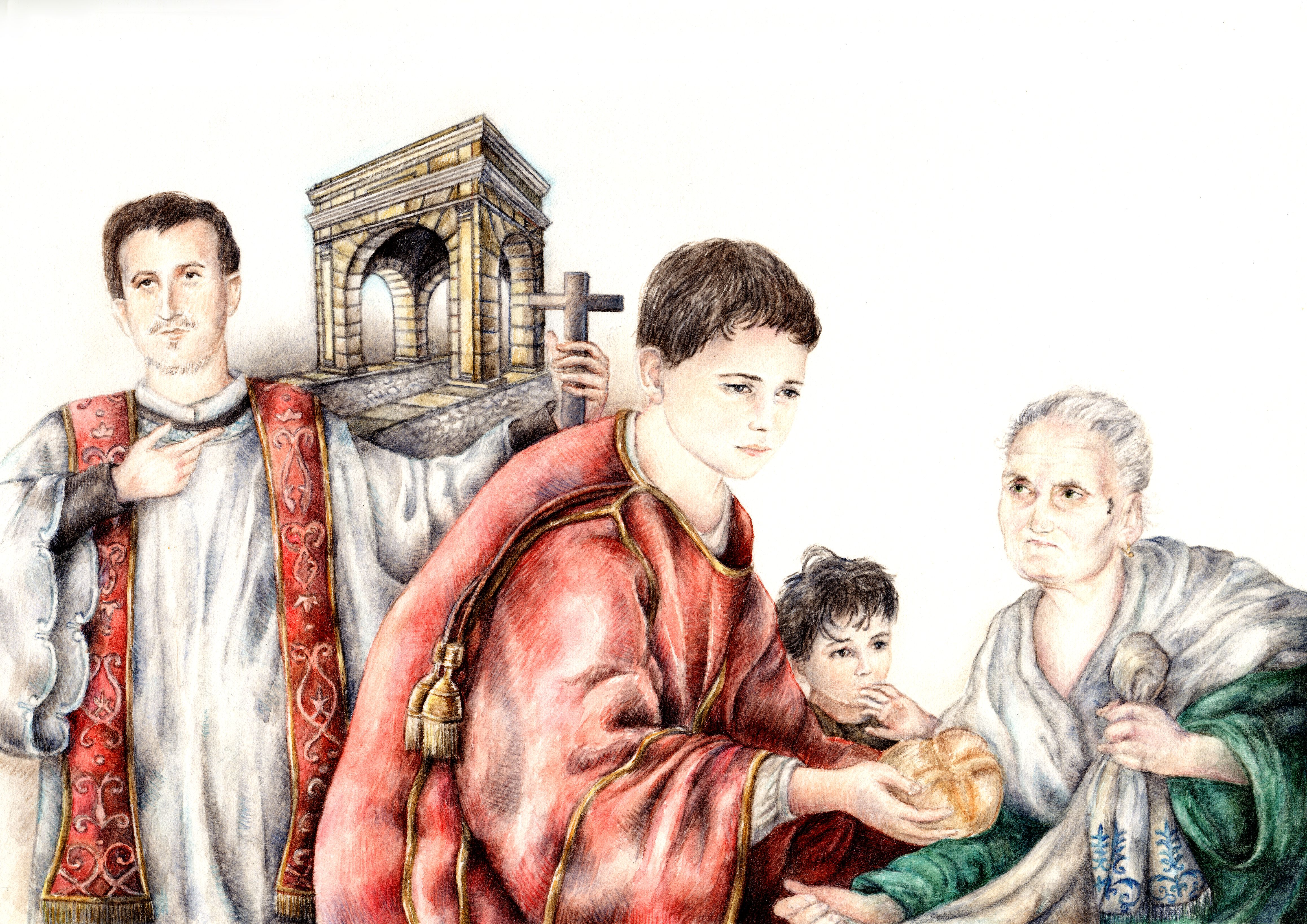
Prédication de Saints Césaire diacre et Julien prêtre dans la ville de Terracina.
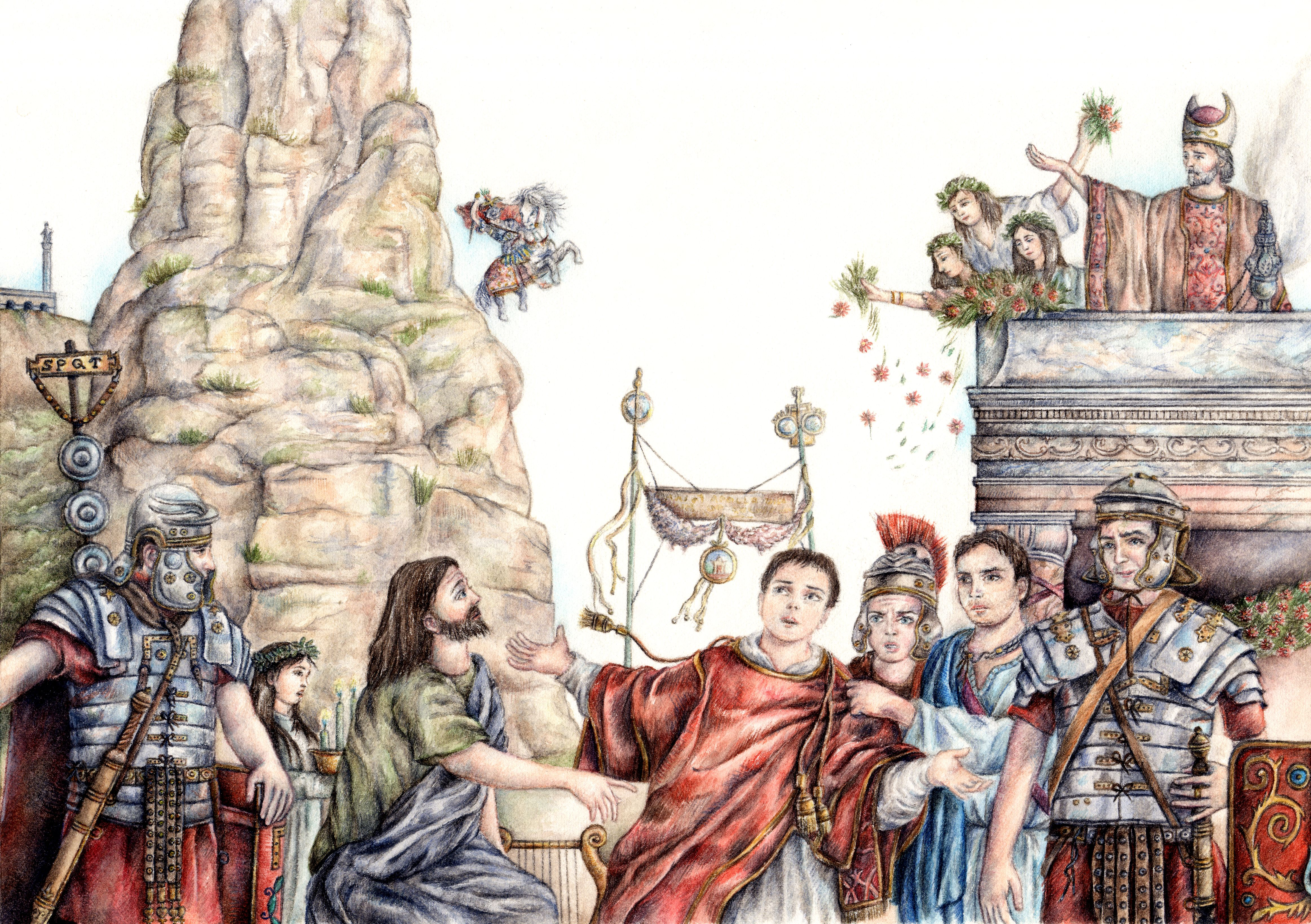
Saint Césaire diacre plainte le sacrifice humain de Lucien.
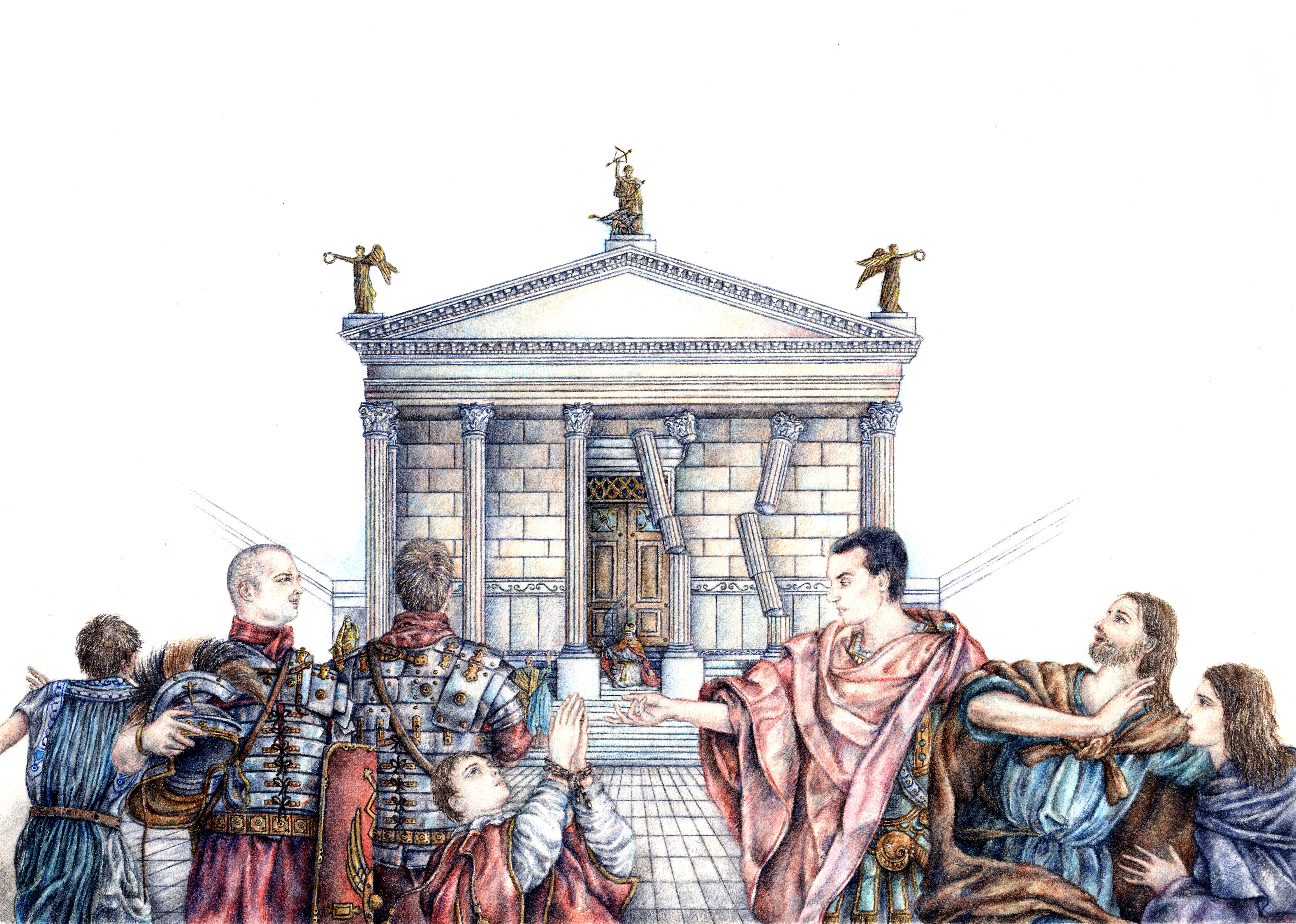
Saint Césaire diacre détruit le temple d'Apollon in Terracina.
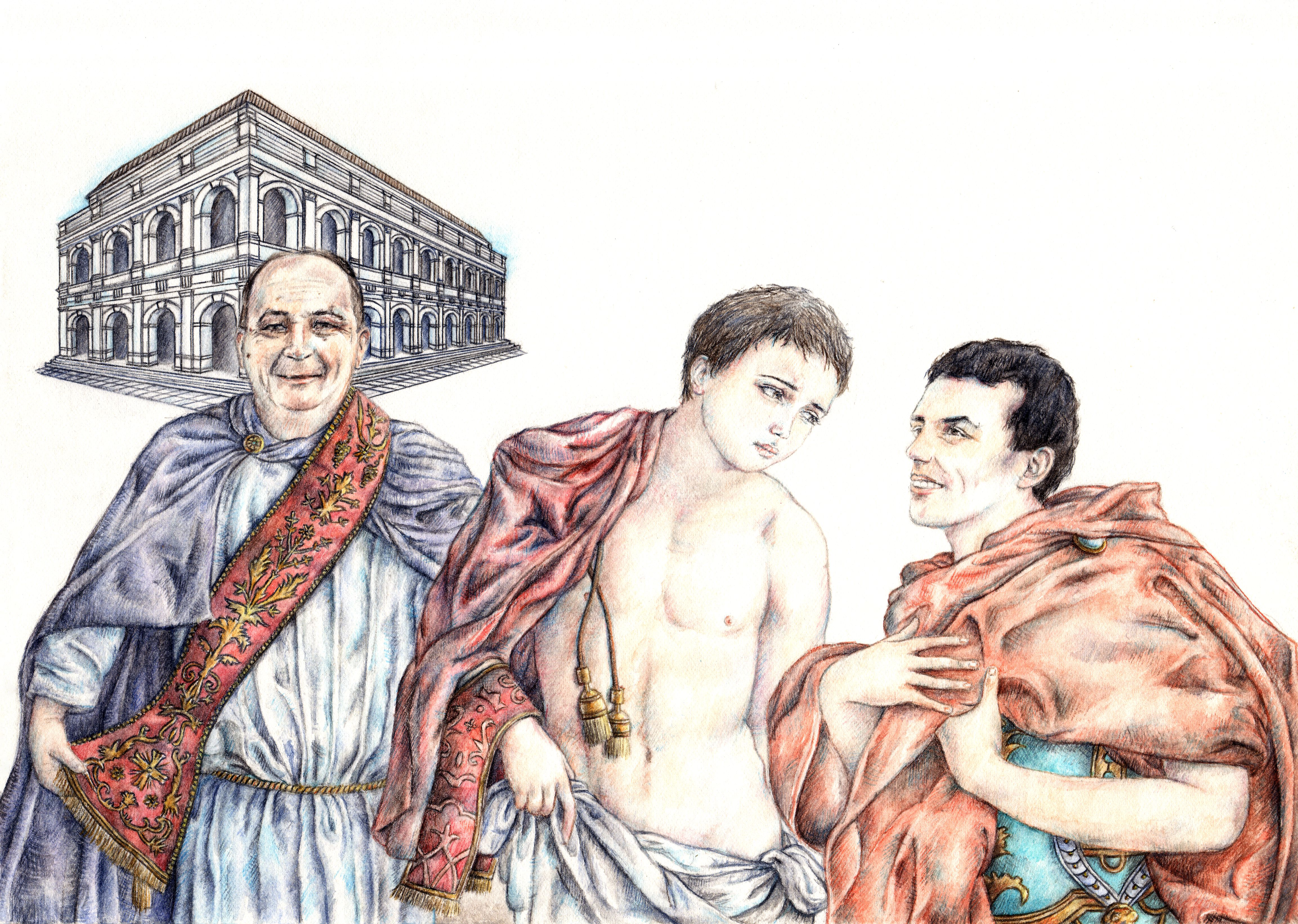
Saint Césaire diacre convertit le consul romain Léonce.
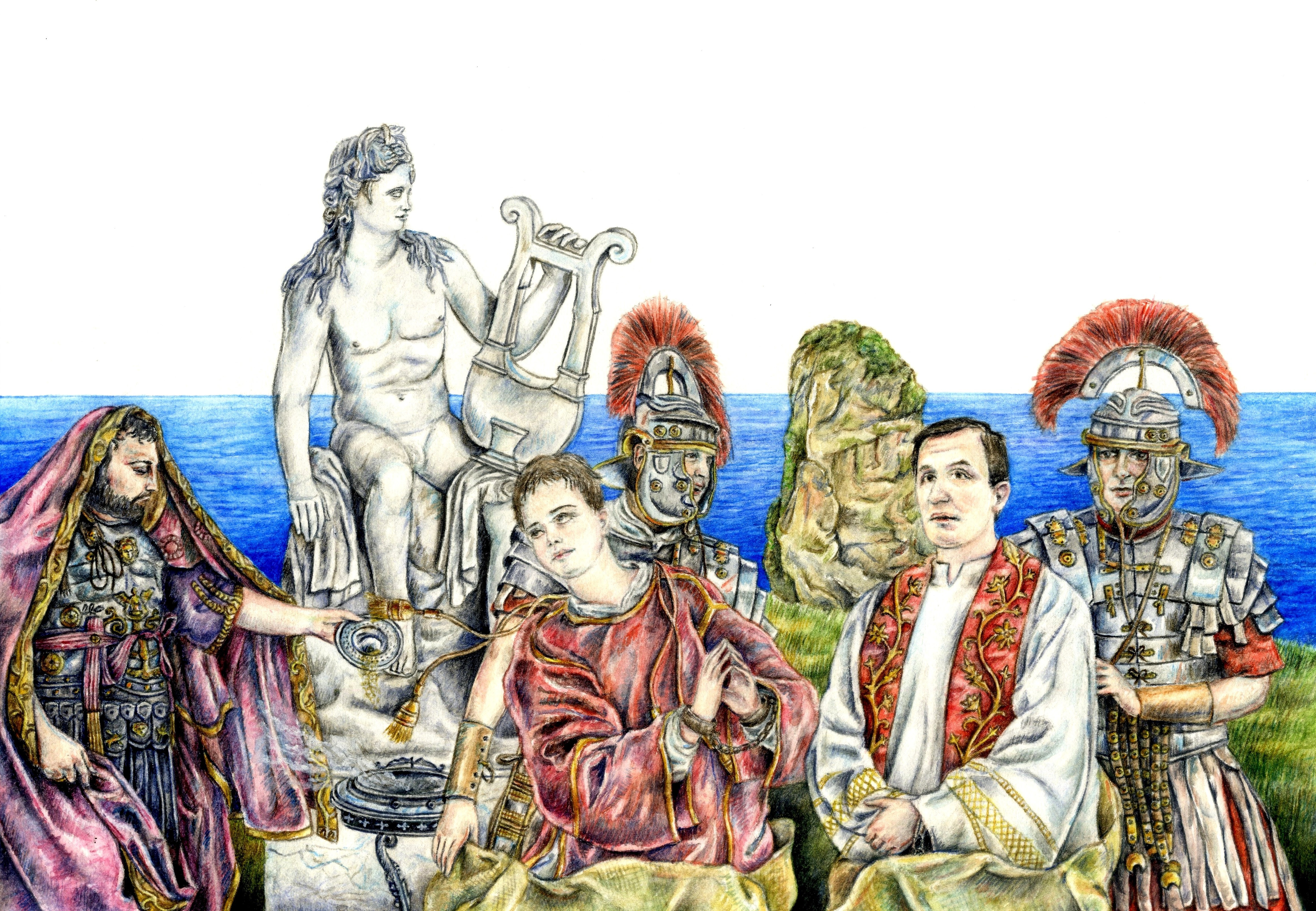
Martyre des Saints Césaire diacre et Julien prêtre: fermé dans un sac et jeté dans la mer de Terracina.
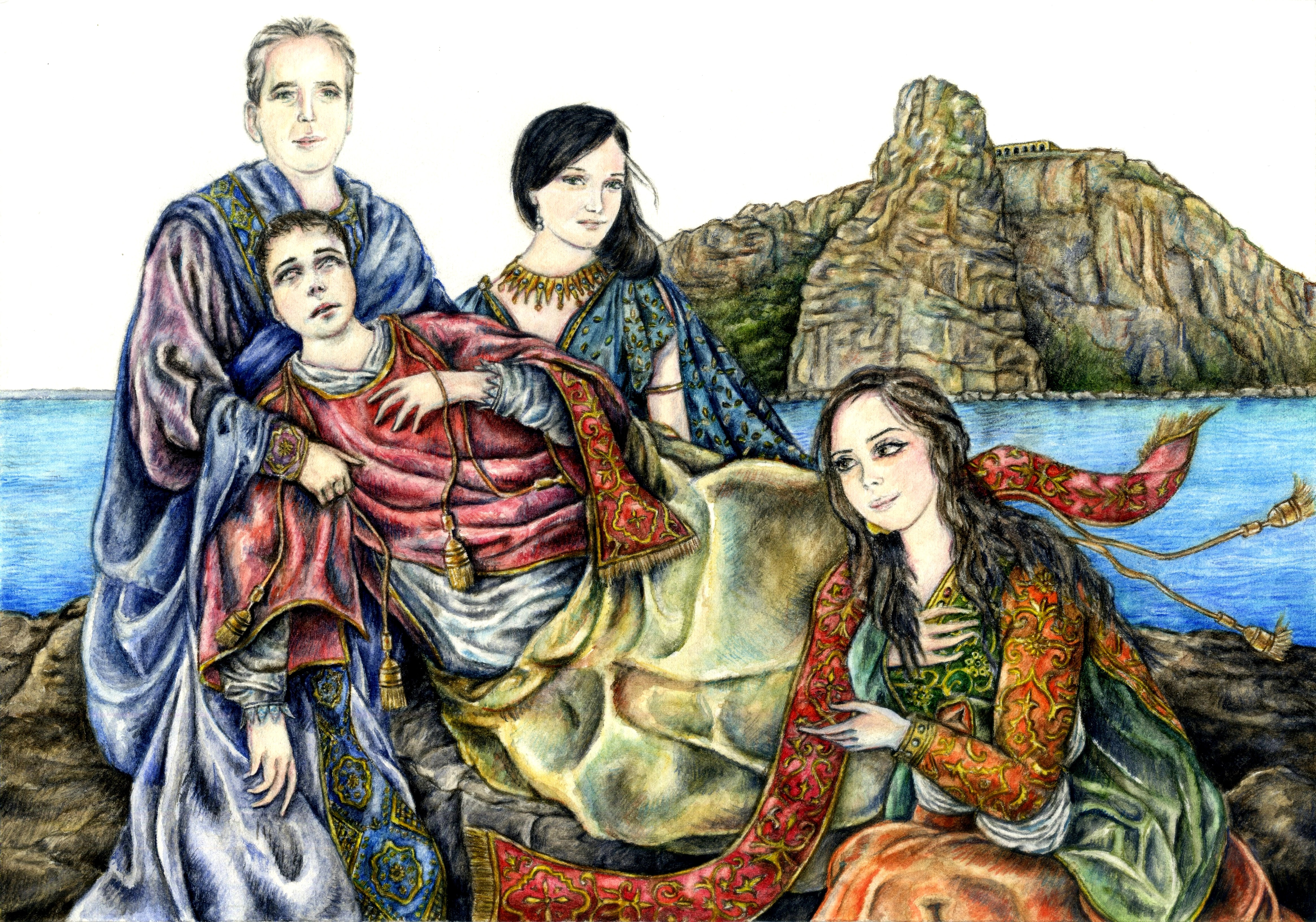
Découverte du corps de Saint Césaire diacre in Terracina.

## Images

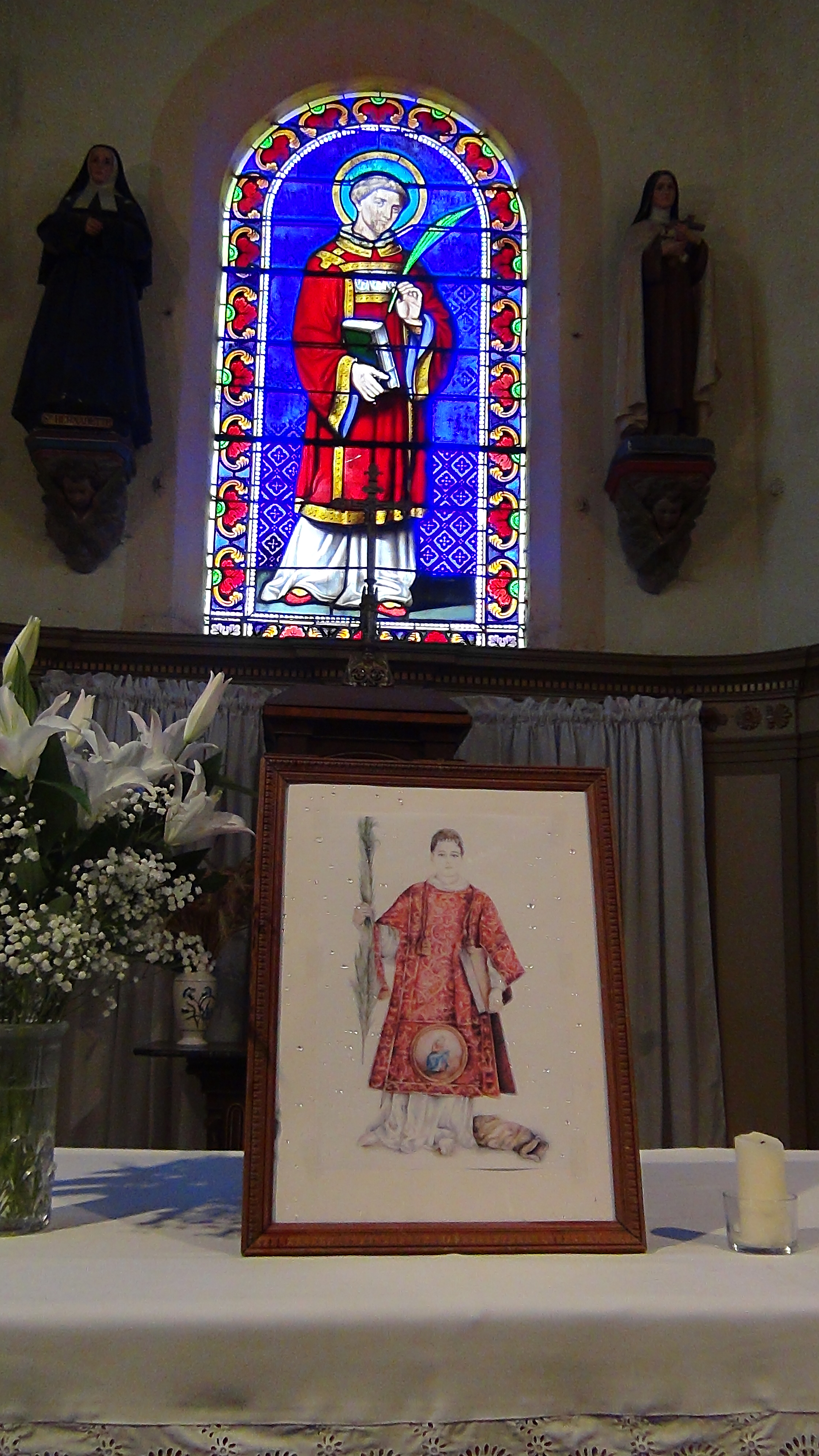
Vitrail St. Césaire diacre et martyr, Église Saint Césaire de  Évaux-et-Ménil.
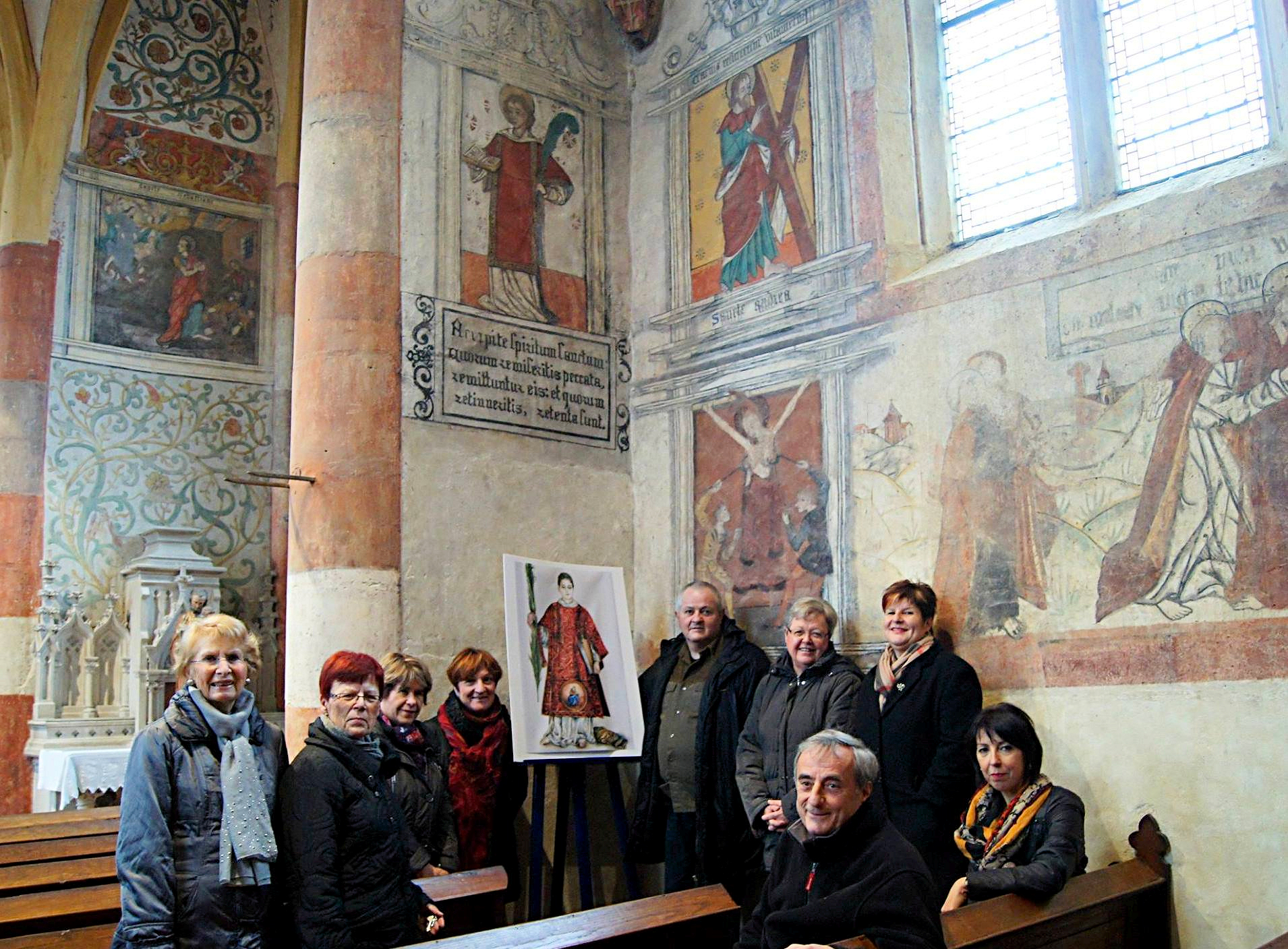
Fresque St. Césaire diacre (XVe siècle ); église Saint-Martin de Sillegny.
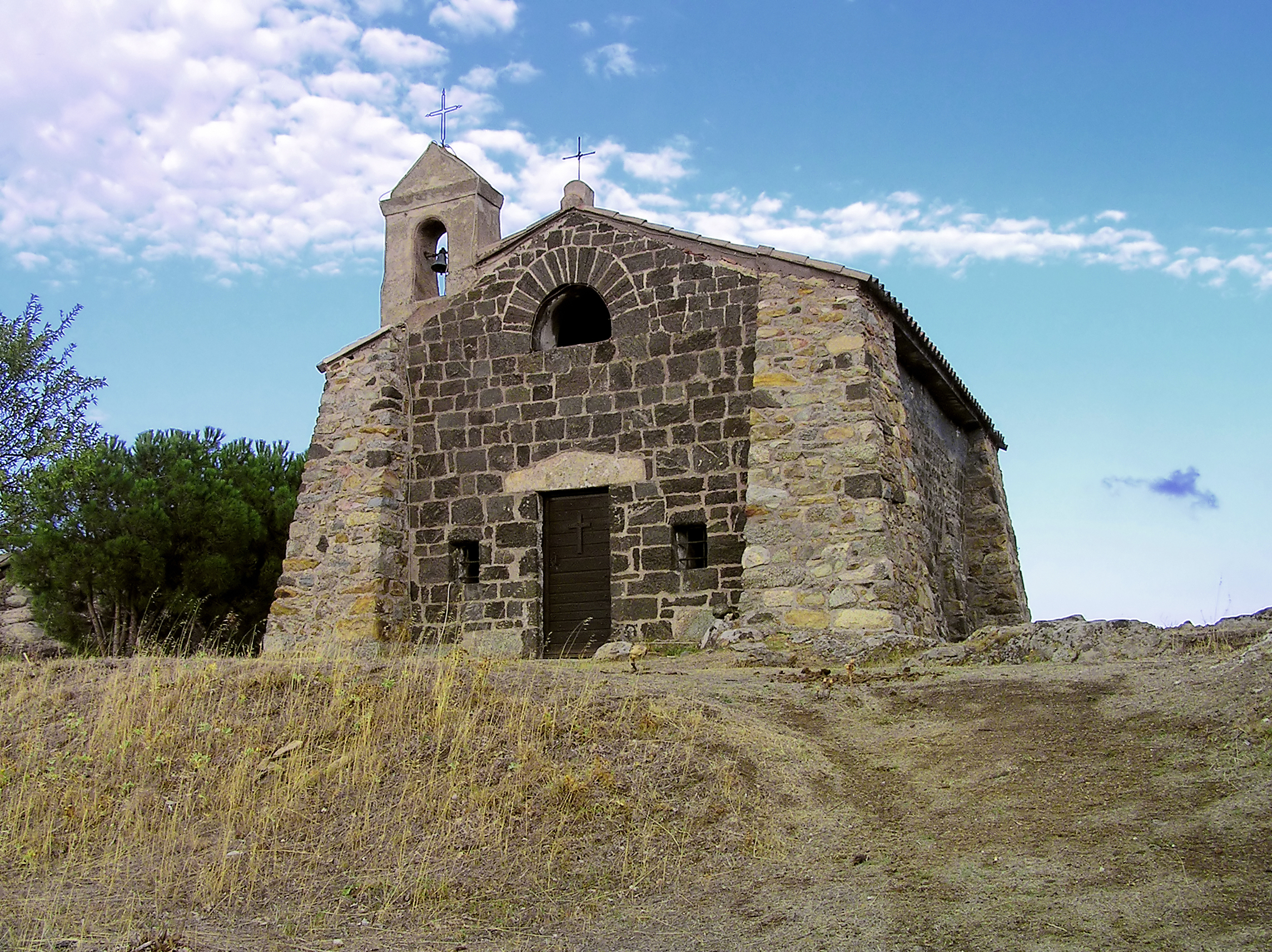
Chapelle San Cesariu, Cateri
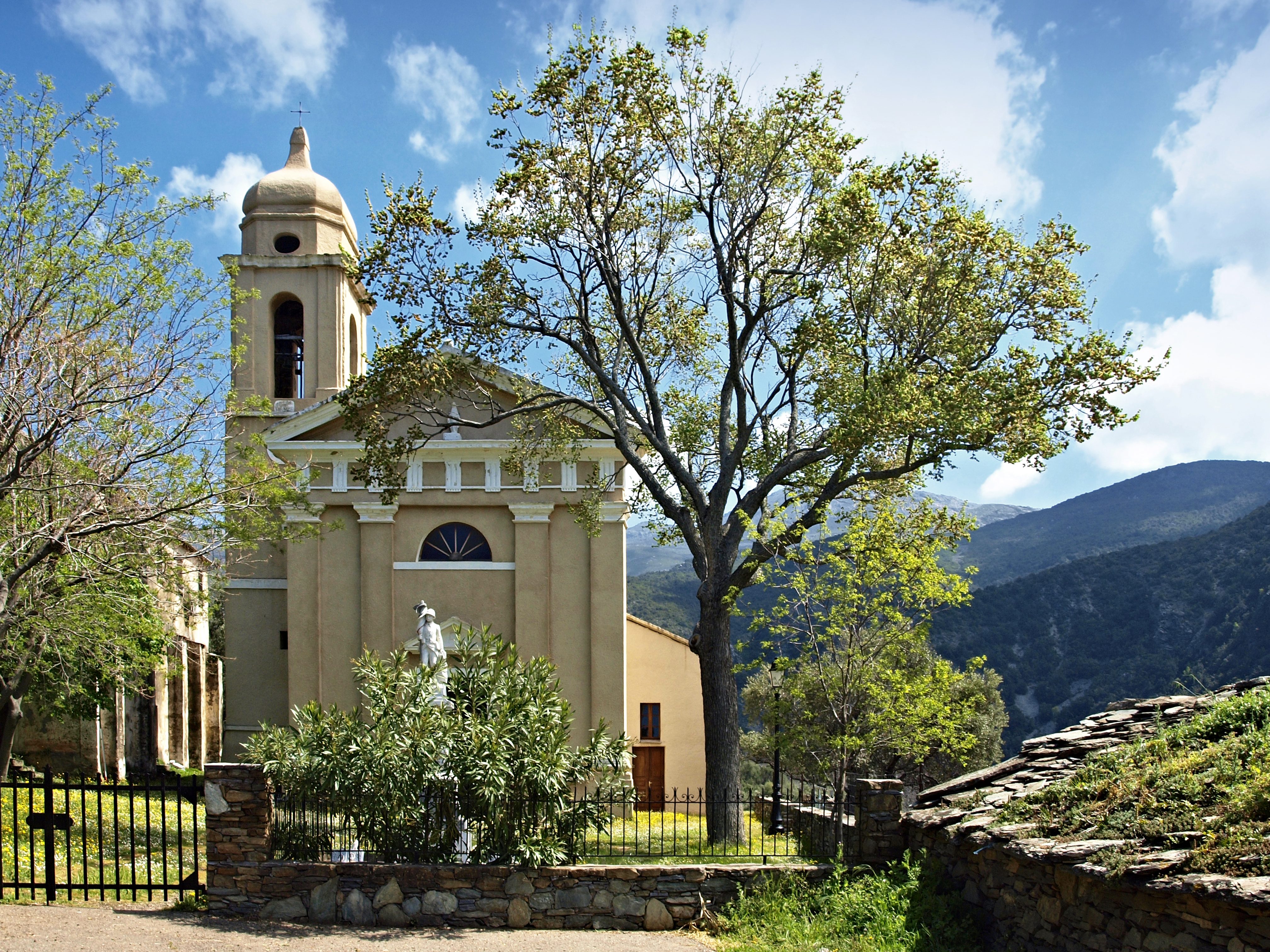
Église San Cesariu, Olmeta-di-Capocorso (Corse).
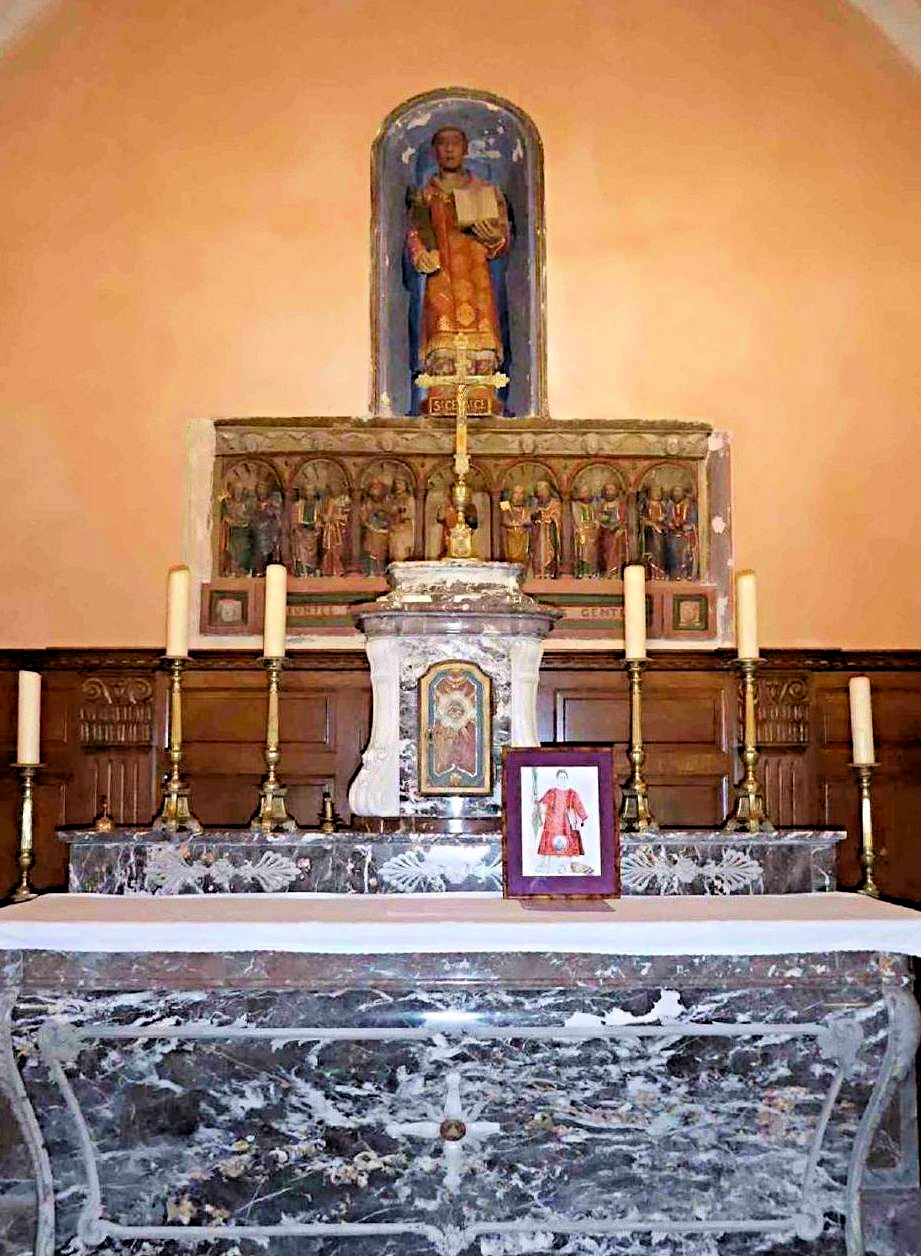
Église Saint Césaire diacre et martyr, Parey-Saint-Césaire.
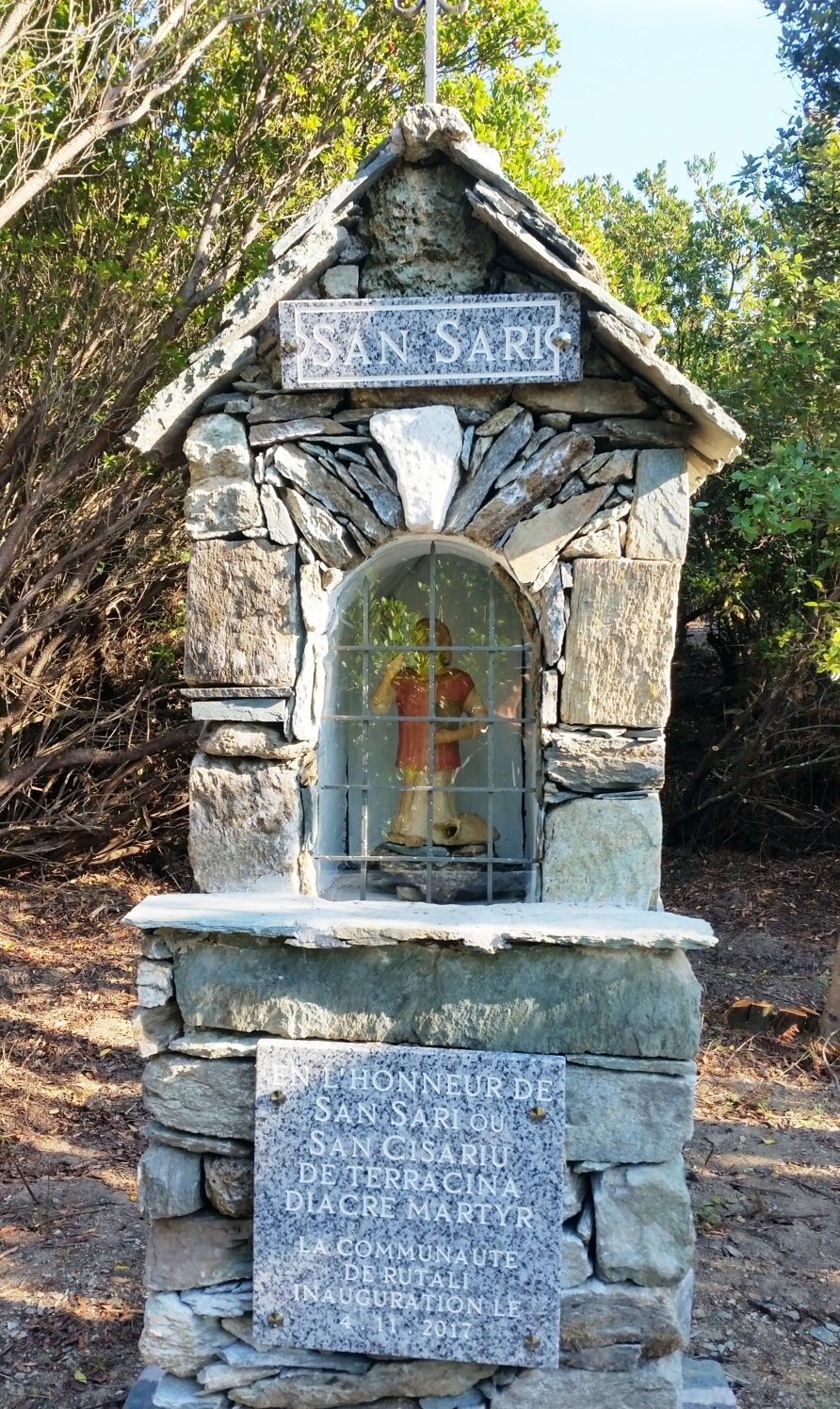
l'oratoire de San Sari, Rutali.
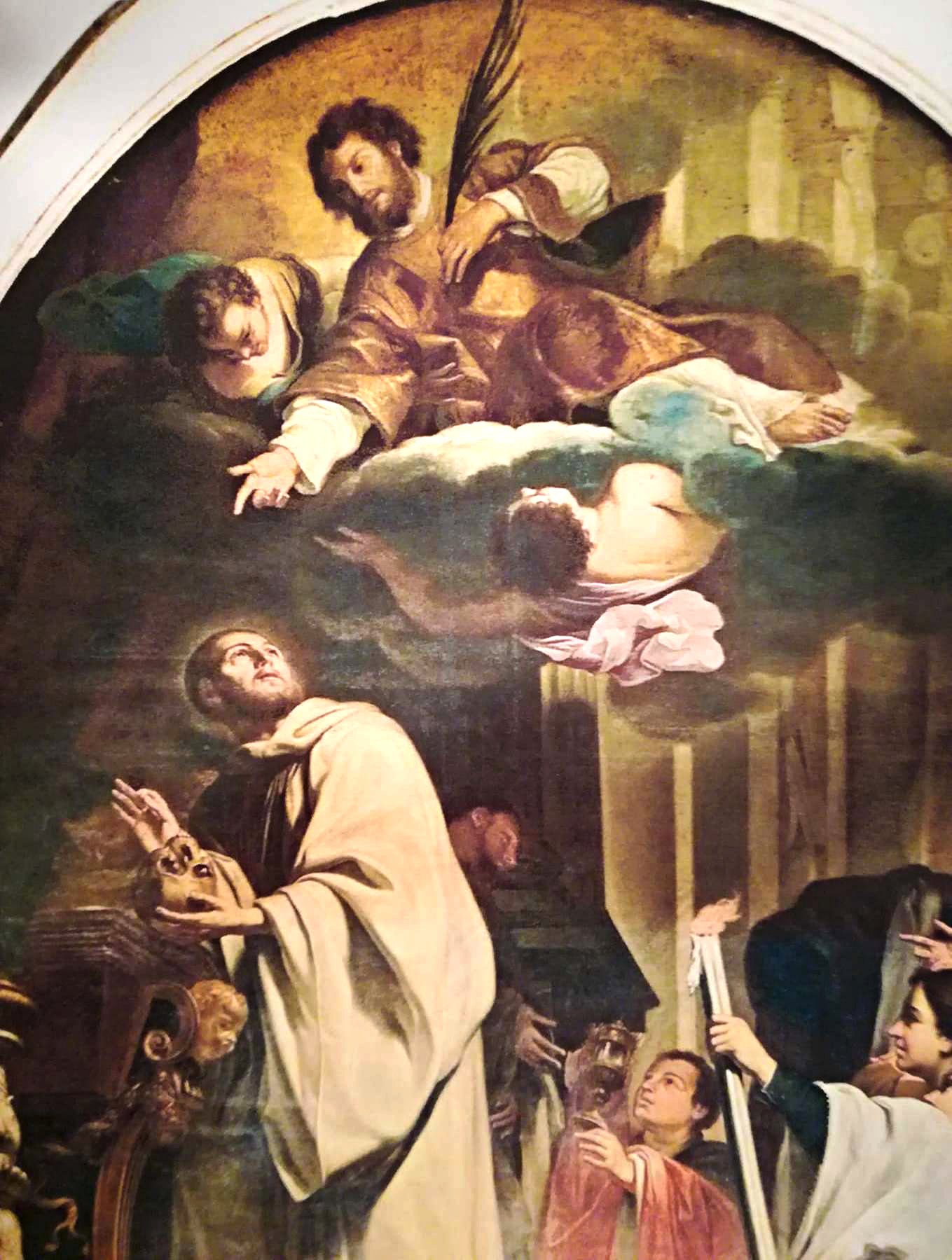
peinture Saint Bernard de Clairvaux et le miracle de la dent de saint Césaire diacre et martyr de Terracine, Basilique Sainte-Croix-de-Jérusalem, Rome.